# Irene Köhler
Irene Martha Köhler, geborene Günther (* 23. Juni 1918 in Weimar; † 8. Februar 1984 in Berlin-Mitte) war eine Funktionärin der SED in der DDR.

## Leben
Die Tochter eines Schlossers wurde nach dem Besuch der Volks- sowie einer Aufbauschule 1935 Schreiberin in einer Werkstatt des Unternehmens Carl Zeiss sowie anschließend bei der Thüringischen Landeselektrizitätsversorgungs-AG, dem sogenannten Thüringenwerk. Nach dem Zweiten Weltkrieg wurde sie nach ihrem Eintritt in die KPD persönliche Referentin im Landesarbeitsamt Thüringen, ehe sie anschließend zwischen 1945 und 1951 erst Leiterin des Ministerbüros und dann Leiterin der Abteilung Schulung im Innenministerium von Thüringen war und nach der Zwangsvereinigung von SPD und KPD 1946 SED-Mitglied wurde.
1951 wechselte sie als Mitarbeiterin in das ZK der SED und war dort erst Instrukteurin sowie von 1952 bis 1962 Leiterin des Sektors BO (Befreundete Organisationen) und dabei auch für die Demokratische Bauernpartei Deutschlands (DBD) zuständig. Sie hielt dabei den Kontakt mit der ZK-Abteilung für Landwirtschaft und arbeitete den für Landwirtschaft zuständigen ZK-Sekretären Erich Mückenberger und besonders Gerhard Grüneberg regelmäßig zu. Sie versorgte diesen mit aktuellen Materialien der DBD, informierte über interne Vorgänge und unterbreitete Themenvorschläge für Referate und Diskussionen mit der DBD. Darüber hinaus erstattete sie Berichte an Hermann Matern, einem Mitglied des Politbüros des ZK der SED.
Ein während dieser Zeit absolviertes Fernstudium an der Deutschen Akademie für Staats- und Rechtswissenschaft schloss sie 1954 mit einem Diplom in Staats- und Rechtswissenschaften ab. Zwischen 1962 und ihrer Ablösung durch Waldemar Pilz im März 1969 war sie Leiterin der Arbeitsgruppe bzw. der Abteilung Befreundete Parteien und Organisationen des ZK der SED.
Nachdem sie zwischen März 1969 und Mai 1970 Sekretärin des Zentralvorstandes der Gesellschaft für Deutsch-Sowjetische Freundschaft (DSF) war, wurde sie Wissenschaftliche Mitarbeiterin beim Fernsehen der DDR und blieb dort bis zu ihrem Eintritt in den Ruhestand tätig.
Köhler war seit 1956 mit Otto Kurt Köhler verheiratet. Die Eheschließung fand in Berlin-Köpenick statt. Irene Köhler starb am 8. Februar 1984 um 14:45 Uhr Berlin-Mitte im Alter von 65 Jahren. Sie wohnte zuletzt auf dem Reihersteg 21 in Berlin-Treptow.

## Auszeichnungen
- 1965  Vaterländischer Verdienstorden in Bronze und 1978 in Silber[4]

## Veröffentlichungen
- Über Wesen und Aufgaben der Blockpolitik in der DDR. In: Die Einheit, 1961, S. 231 ff (Mitautor Siegfried Wetzig).[5]